# Megoura brevipilosa
Megoura brevipilosa är en insektsart. Megoura brevipilosa ingår i släktet Megoura och familjen långrörsbladlöss. Inga underarter finns listade i Catalogue of Life.